# Liste der Nummer-eins-Hits in Neuseeland
Die Nummer-eins-Hits in den neuseeländischen Musikcharts werden wöchentlich von der Recording Industry Association of New Zealand (RIANZ) ermittelt. Als Maßstab gelten die Verkaufszahlen der Singles und Alben.
Die Liste ist nach Jahren aufgeteilt.